# Manta (SeaWorld Orlando)
Pour les articles homonymes, voir Manta.
Manta sont des montagnes russes volantes du parc SeaWorld Orlando, situé à Orlando, en Floride, aux États-Unis. Construite par Bolliger & Mabillard, Manta propose aux visiteurs de découvrir une multitude d'espèces de raies avant d'embarquer dans l'un des trains (en forme de raie manta). Les passagers ont l'impression de voler au-dessus du parc dans la position spécifique à ce genre de montagnes russes.
L'attraction fut officiellement ouverte au public le 22 mai 2009.

## Historique
Le concept qu’est devenu Manta a été d'abord révélé par SeaWord Orlando le 2 avril 2008, bien que le parc l'avait planifié quelques années auparavant. Les spécifications exactes & les détails n’ont pas été immédiatement communiqués, cependant, il était noté que ça serait l'investissement le plus large unique dans l'histoire de SeaWorld Park & que l'attraction ouvrirait en 2009. De plus, il était inscrit que l’attraction inclurait des montagnes russes, mais pas seulement. Quant au thème de l’attraction, Josef Couceiro, vice-président de ventes & marketings a annoncé :
« What it’s going to be is the next generation SeaWorld attraction. What we do well is connect the world with the sea, presenting marine life in totally different perspectives. Also what we do well is put the guest in the midst of that. This is the next generation of that. »
Les concepts art de la nouvelle attraction ont été dévoilés sur la toile en avril 2008, pourtant, SeaWorld n'a pas confirmé si les images furent les réelles représentations du design final de l'attraction. Quoique le parc a suggéré que le parcours de montagnes russes serait de type volant. Également, des recherches sur le droit de marques ont dévoilé la liberté d'utilisation du terme Manta en tant qu'attraction. La construction d'un large site dans le parc commença aussitôt. Le 29 mai 2008, le parc confirma le nom de l'attraction Manta & révéla les détails de celle-ci.
Le montage des rails des montagnes russes et des bâtiments nécessaires commença en septembre 2008, le circuit fut bouclé en décembre 2008 & le reste début 2009. SeaWorld fête son avant-première en début de mai et ouvre officiellement le circuit de montagnes russes le 22 mai.

## Design
Manta n'est pas qu'un parcours de montagnes russes. L'expérience commence à l'entrée de la file d'attente, ressemblant à un village côtier. Le village est arboré de mosaïques & d'autres iconographies inspirées des raies. L'attraction occupe 1,60 hectares, ses dix aquariums peuvent contenir jusqu'à 696 515 litres d'eau. 3000 animaux dont 60 espèces différentes peuvent être observées, notamment avec ses 300 raies tels que les rhinopteras] ou des raies léopard. Des hippocampes, des dragons de mer feuillus & d'autres poissons tropicaux partagent les aquariums. Des vitres en plexiglas permettent aux visiteurs de se plonger dans le monde marin. Quelques portions des aquariums peuvent également être observées par les visiteurs non désireux de sensations. Aussi, ces visiteurs ont accès à une seconde entrée pour uniquement contempler les animaux. Les visiteurs dans la file d'attente peuvent épier des éléments spéciaux, tels que passer sa tête dans des bulles du plexiglas des aquariums.
Manta est de type montagnes russes volantes simulant la sensation de vol. Dans une telle position, il est possible de reconnaître le mode de déplacement des mantas dans l'eau, comme s'ils volent. Les passagers sont initialement assis normalement dans le train, les huit rangs (de quatre places). Avant que le train ne parte de la gare, un mécanisme fait basculer les rangs vers l’arrière pour que les passagers prennent la position de vol. Ils sont soutenus par le larges harnais & des retiens au niveau des mollets.
Les wagons sont hautement stylés, la partie haute du premier wagon prend la forme d'un manta de l'envergure de 3,7 m. Les trains passe très près de l’eau à tel point que les passagers ont l'impression de nager à la surface. Des jets d'eau dans le lagon principal recréent un effet de splash lors du passage des trains. Ces effets sont entièrement contrôlables, de la longueur des effets ou la rapidité des trains quand ils entrent dans cette portion du circuit. La couleur utilisée est le bleu, foncé/violet pour les rails & clair pour les poteaux de support des rails.

## Le circuit et ses éléments
Le circuit des montagnes russes mesure 1 024 m de long, est haut de 43 m. Il contient 4 inversions et atteint une vitesse maximale de 90 km/h. Statistiquement, Manta sont les secondes montagnes russes volantes les plus longues et grandes du monde, derrière Tatsu à Six Flags Magic Mountain. Dans le but de contrôler le bruit assez pénible de l'attraction, quelques sections de rails sont remplies de sable (dans les boites qui retiennent les rails).
Le train commence son ascension dans le lift haut de 43 m. Au sommet, le train pend un plongeon vers la droite & remonte, passant devant la photo « on-ride » avant d’entrer dans le looping bretzel. Dans cette inversion, les passagers plongent la tête la première vers le sol & remontent au sommet de l'inversion. Ensuite, le train emprunte un virage en U vers la gauche à travers le looping bretzel, poursuivit par un Inline twist. Alors que le train quitte ce dernier élément, il rentre dans un hélix de 270°, passant près du sol & passant de nouveau au beau milieu du looping bretzel pour s'engager dans le premier tire-bouchon. Après ce dernier, le train grimpe au-dessus de la gare & effectue un demi-tour pour être ralenti par les freins de mi-parcours.
Le train ensuite entame la seconde partie de la course en plongeant dans un lagon près de l’entrée du parc en tournant vers la droite. Les ailes du manta en début de train donnent l’impression d’effleurer la surface de l’eau, traversant un effet d’eau « splash ». Le train se redresse, toujours penché vers la droite, avant de plonger encore une fois vers une chute d’eau alors que celui-ci continue son virage vers la droite. Après avoir frôlé la chute d’eau, le train entre dans l’inversion finale, le second tire-bouchon, avant un autre virage en U ramenant le train sur les freins finaux, puis les trains retournent en gare.

## Réception
Manta fut glorifié par la presse depuis son ouverture en mai 2009. Busch Entertainment Corporation, la compagnie parenté à SeaWorld Orlando, a crédité Manta comme attraction populaire du parc. En juillet 2009, Manta fut nommé « la meilleure nouvelle attraction » par ThemeParkInsider.com. En septembre 2009, Manta fut placée 3e attraction selon les votes pour la meilleure nouvelle attraction de 2009 dans Amusement Today Magazine.